# Алашеев, Николай Николаевич
Никола́й Никола́евич Алаше́ев (род. 19 декабря 1967, Сызрань, Самарская область) — российский политический деятель, глава администрации города Смоленска с 27 декабря 2011 по 30 сентября 2015 года. Глава города Смоленска с 10 ноября 2015 по 30 сентября 2016 года.

## Биография
Родился 19 декабря 1967 года в Сызрани в семье рабочего — руководителя конструкторским бюро на оборонном предприятии. Проходил обучение в средней специализированной школе с углубленным изучением английского языка. После успешного завершения обучения поступил в Московский Военный Краснознамённый институт, который в 1991 году окончил с отличием. С 1991 по 1992 годы проходил военную службу на Дальнем Востоке в штабе Тихоокеанского флота. По окончании службы проходил годовой курс обучения в Токийском государственном университете.

### Образование
- В 1991 году окончил Московский Военный Краснознамённый институт. Квалификация — переводчик-референт по японскому и английскому языкам.
- Токийский государственный университет — курс бизнес-администрирования.

### До прихода в политику
1992—1995 — занимал должность заместителя директора коммерческого центра «Альтернатива» в г. Владивостоке
1995—1999 — занимал должность заместителя генерального директора АО «Приморхлебопродукт» в г. Владивостоке
1999—2009 — исполнительный директор ООО «Красный Восток» в г. Владивостоке.
2009—2011 — директор Смоленского муниципального унитарного предприятия «Заднепровский продовольственный рынок».

## Политическая карьера
Депутат Смоленского городского Совета IV созыва.
1 ноября 2011 года по распоряжению Администрации Смоленска был назначен заместителем Главы Администрации города, стал выполнять функции начальника управления муниципального имущества и земельных отношений, а также главного муниципального земельного инспектора.
2 ноября 2011 года по распоряжению 28-й сессии Смоленского городского Совета четвертого созыва Алашеев был назначен временно исполняющим полномочия Главы Администрации г. Смоленска.
27 декабря 2011 года 32-я сессия Смоленского городского Совета назначила Алашеева на должность Главы Администрации г. Смоленска.
10 ноября 2015 года по итогам выборов на 3-й сессии Смоленского городского Совета V созыва стал занимать должность Главы города Смоленска.

### Инициативы и законопроекты
14 ноября 2011 года (будучи исполняющим полномочия Главы Администрации) Н. Н. Алашеев выступал на митинге против застройки Реадовского парка.
13 ноября 2015 года назначил новых заместителей мэрии Смоленска.
В ноябре 2015 года по инициативе Алашеева была возобновлена работа бассейна «Дельфин».
30 ноября 2015 года подписал решение о сокращении автопарка мэрии на 50 %.

### Членство в партийных организациях
Член партии «Единая Россия». Член Президиума Смоленского регионального политсовета «Единой России».

## Награды
26 марта 2015 года от имени Смоленской областной общественной организации ветеранов (пенсионеров) органов ФСБ и погранвойск РФ был награждён Медалью «За активную гражданскую позицию и патриотизм».

## Семья
Женат, есть семь детей: 4 сына и 3 дочери.
- Конфликт с Александром Николаевичем Данилюком

В мае 2013 года глава города Смоленска Александр Данилюк направил главе городской Администрации Николаю Алашееву уведомление о расторжении трудового договора, объяснив это некомпетентностью, проявляемой исполнительной властью накануне выборов депутатов областной Думы и в подготовке торжеств по случаю 1150-летия города Смоленска.
14 июня 2013 года прошло итоговое заседание в Ленинском районном суде, во время которого Алашеев оспаривал претензии, вынесенные ему Данилюком, а также подал прошение о признании незаконным распоряжения о его увольнении.
- Борьба за зелёный сквер

2 декабря 2015 года Алашеевым было получено предупреждение о привлечении к уголовной ответственности от судебных приставов. Поводом послужил отказ Главы города уничтожить зелёный сквер в центре Смоленска.